# 겐바쿠돔마에 정류장

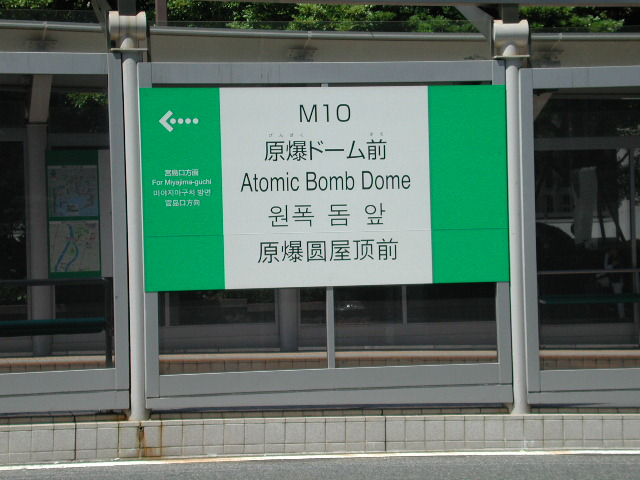
4개국어로 표기된 역명판. 한국어도 보인다.

겐바쿠도무마에 정류장(げんばくドームまえでんてい 原爆ドーム前電停[*], 원폭 돔 앞 전철역)은 히로시마시 나카구 모토 정에 있는 히로시마 전철의 전차 정류장(전차 역)이다. 영어로는 「Atomic Bomb Dome」이라고 전차 정류장명이 차내 방송된다. 덧붙여 전차 내에서 방송 전에 흐르는 음악은 이 전차 정류장만은 종소리로 되어 있다.

## 역 구조
휠체어의 이용이 편하도록 슬로프나 의자가 장비되어 있다. 일찍이 존재한 히로시마 시민 구장에서의 경기 종료시는 가미야초 측의 이동선을 이용해 이 전차 정류장 시발의 임시 전차가 운행되고 있었다(전차에 설치해 사용하는 방향막에도 이 전차 정류장 정차의 것이 존재한다).

## 운행 노선
■2호선　히로시마역 방면・히로덴 미야지마구치 방면
■3호선　히로시마 항 방면・히로덴 니시히로시마 방면
■6호선　히로시마 역 방면・에바 방면
■7호선 히로덴 본사 앞 방면・요코가와역 방면

## 주변

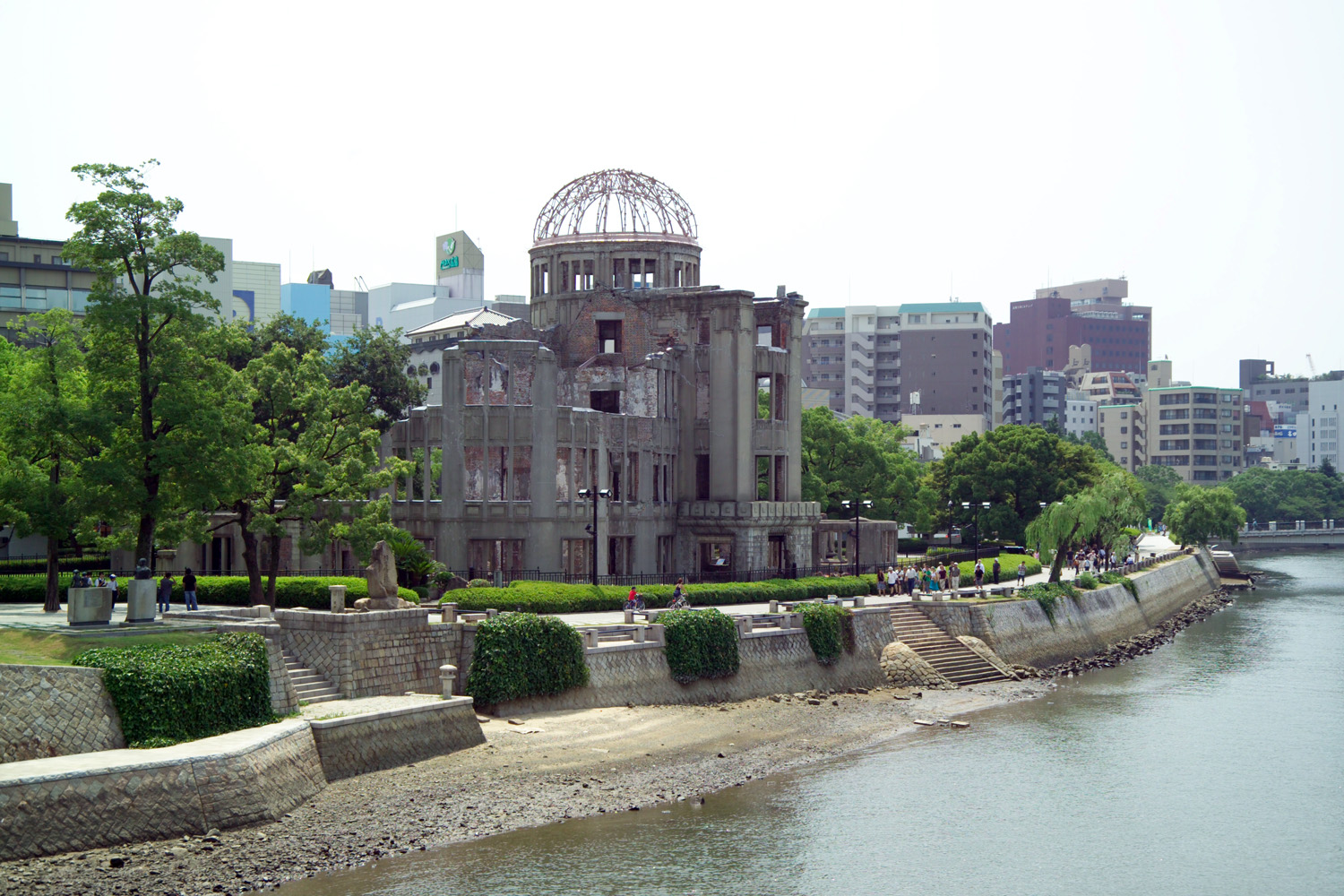
원폭 돔

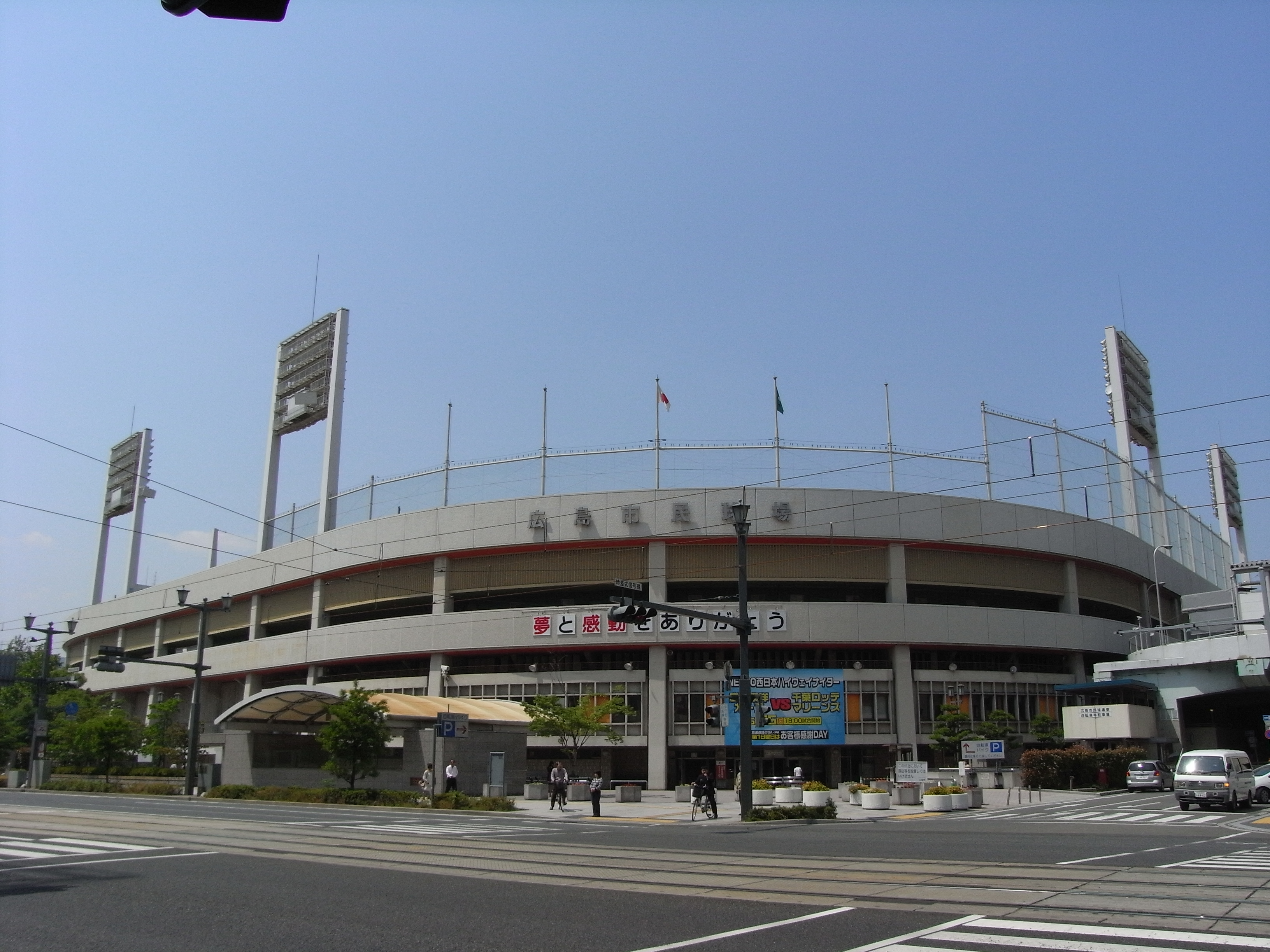
(구)히로시마 시민 구장

- 히로시마 평화기념공원(히로시마 평화 기념관·원폭 돔)
- 히로시마 시 중앙공원
- 히로시마 상공회의소
- 아이오이교
- 히로시마 그린 아레나
- 메르파르크 히로시마
- 히로시마 소고
- 히로시마 시민 구장（2009년 4월 이후는 '구' 히로시마 시민 구장）

## 역사
- 1912년 11월 23일 - 준공. 다만, 가미야 정 이서에서의 전철 영업 운행은 고이까지 전 노선 개통할 때까지 반달간 연기되었다.
- 1912년 12월 8일 - 망루의 아래역(야쿠라노시타,やぐらのした)로서 개업.
- 1929년경 - 아이오이교역로 개칭.
- 1944년 6월 10일 - 영업 중지.
- 1945년 9월 7일 - 영업 재개.
- 1974년 12월 16일 - 원폭 돔 앞 역으로 개칭.

## 같이 보기
- 원폭 돔
- 원자 폭탄